# Pierre Lahoussaye

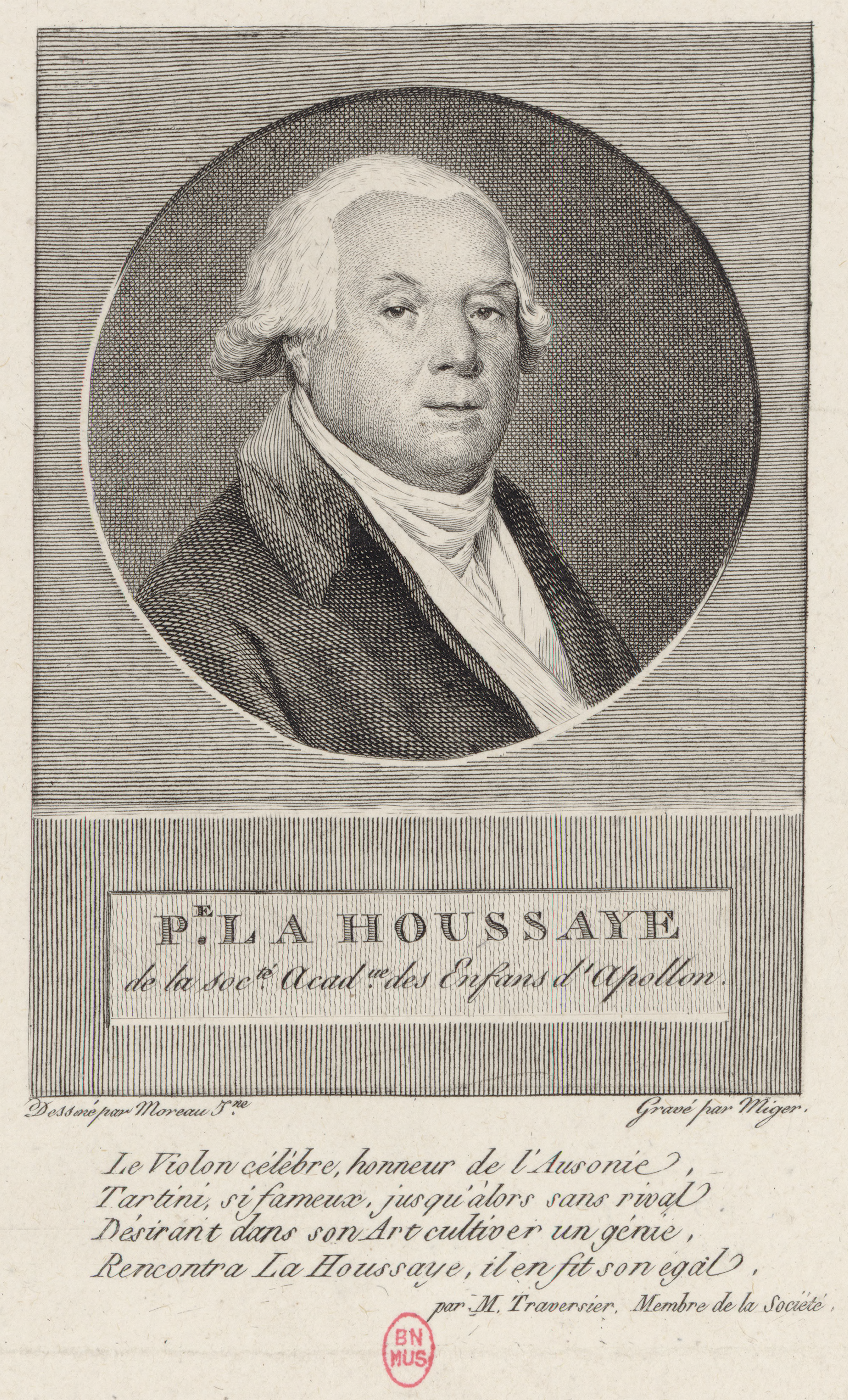
Pierre La Houssaye, nach einer Zeichnung von Jeanne Moreau

Pierre Lahoussaye, eigentlich Pierre-Nicolas Housset (* 12. April 1735 in Paris; † 1818 ebenda), war ein französischer Geiger, Komponist und Dirigent der Klassik.

## Leben
Pierre Lahoussaye brachte sich die Grundlagen des Violinspiels ab dem siebten Lebensjahr selber bei. Später erhielt er Unterricht bei Étienne Piffet einem Mitglied der Vingt-quatre Violons du Roy und Geiger an der Académie royale de musique, der es ihm spieltechnisch ermöglichte, im Orchester des Concert spirituel zu spielen. Piffet führte ihn beim Grafen Senneterre ein, wo Lahoussaye Gelegenheit hatte, das Spiel von bedeutenden Geigern wie Gaetano  Pugnani, André-Noël Pagin (1721–um 1790), Domenico Ferrari, Felice Giardini oder Pieter van Maldere kennenzulernen. Nachdem Domenico Ferrari Lahoussaye bei einem dieser Anlässe hatte vorspielen lassen, nahm André-Noël Pagin, Lahoussaye als Schüler auf und vermittelte ihm eine Anstellung im Orchester des Grafen de Clermont. 
Beeindruckt von den Werken Giuseppe Tartinis begleitete er den Prinzen von Monaco auf einer Italienreise und begab sich nach Padua, wo er sich von Tartini unterweisen ließ. Von seinem Gönner zurückgerufen, nahm er Kompositionsunterricht bei Tommaso Traetta und schrieb daraufhin Ballettmusiken, die am Hofe des Infanten Don Philippe in Parma oder bei venezianischen Patriziern aufgeführt wurden. Während etwa 15 Jahren war Lahoussaye Orchesterleiter in verschiedenen italienischen Städten, nahm aber bis 1769 weiteren Unterricht bei Tartini. 1772 reiste er in Begleitung von Pietro Alessandro Guglielmi nach London, um dort nach Aussage von François-Joseph Fétis die Leitung der italienischen Oper zu übernehmen. 
1776 ließ er sich wieder in Paris nieder, wo er ab 1777 unter Direktor Joseph Legros, Dirigent und Konzertmeister im Orchester des Concert Spirituel wurde und von 1781 bis 1790 die Leitung des Orchesters der Comédie Italienne übernahm. Schließlich teilte er sich 1790 den Posten des maître de l'orchestre mit Giuseppe Puppo am „Théatre de Monsieur“ (Ludwig XVIII.), dem 1791 in Théâtre Feydeau umbenannten Hause. Die Vereinigung dieses Theaters mit der Salle Favart wurde 1801 zum Anlass genommen, Lahoussaye ohne Pension seines Amtes zu entheben. Er konnte ab 1795 eine Anstellung als einer der Violinlehrer am neu gegründeten Pariser Konservatorium erhalten, die er 1802 verlor. Bis 1813 war er Mitglied der zweiten Geigen im Orchester der Oper, bis er diese Stelle wegen Gehörlosigkeit aufgeben musste. Lahoussaye starb verarmt gegen Ende des Jahres 1818.

## Werke (Auswahl)
- Sei Sonate a violino solo e basso op. 1 (Lyon)
- Les Amours de Coucy, Opéra comique (August 1790, Paris, Théâtre Monsieur)
- 12 concertos d'église (verschollen)